# Quyền lực phân lập
Tại một số quốc gia, phân lập quyền lực (separation of powers) là việc quyền lực của nhà nước được phân chia cho nhiều cơ quan khác nhau. Một mô hình được nhắc đến nhiều là tam quyền phân lập (trias politica), trong đó 3 quyền của nhà nước là lập pháp, hành pháp, và tư pháp được phân chia cho 3 cơ quan độc lập nắm giữ. Khái niệm này lần đầu được nghiên cứu và đề cập bởi John Locke và sau đó là Charles de Secondat, Nam tước de Montesquieu trong tác phẩm nghiên cứu về lý thuyết nhà nước Tinh thần pháp luật (1748) của mình. Theo Montesquieu, để đảm bảo sự tự do thì 3 cơ quan này phải hoạt động độc lập.
Mức độ và hình thức "phân lập" thể hiện khác nhau giữa các quốc gia. Ở Hoa Kỳ, Tổng thống nắm giữ quyền hành pháp và độc lập với cơ quan lập pháp là lưỡng viện Quốc hội. Ở những nước như Đức, tổng thống/nguyên thủ quốc gia hầu như là chức vụ mang tính nghi thức, Quốc hội là cơ quan quyền lực tối cao, Chính phủ và Thủ tướng là cơ quan được ủy quyền hành pháp được Quốc hội bầu cử ra. Ở Pháp, Tổng thống lại là người nắm nhiều quyền hơn, Tổng thống chi phối mạnh mẽ Thủ tướng và Chính phủ và có quyền chọn Thủ tướng, nhưng Quốc hội có quyền bãi miễn Thủ tướng.
Khái niệm phân lập quyền lực được hiểu không chỉ theo chiều ngang như trên mà còn được hiểu theo chiều dọc, tức là việc phân quyền giữa chính quyền địa phương, chính quyền tỉnh/bang, và chính quyền trung ương hay nhà nước, hoặc các tổ chức cao hơn nhà nước (ví dụ Liên minh châu Âu), đây được gọi là là nguyên tắc bổ trợ (subsidiarity).

## Quá trình hình thành
Lý thuyết về sự phân chia quyền lực đã được đề cập bởi triết gia cổ đại như Aristoteles hay Polybios nhưng nó đã không được đưa vào thực hiện cho đến thời kỳ La Mã dưới hình thức nhà nước trong các cộng hòa La Mã.
Tuy nhiên đến thế kỷ 17-18, các nhà tư tưởng người Anh John Locke và người Pháp Montesquieu mới đề cập đến mô hình tam quyền phân lập trong các tác phẩm của mình. Tiếp thu và phát triển tư tưởng về thể chế chính trị tự do, chống chuyên chế, Montesquieu xây dựng học thuyết phân quyền với mục đích tạo dựng những thể chế chính trị đảm bảo tự do cho các công dân.
Theo ông, tự do chính trị của công dân là quyền mà người ta có thể làm mọi cái mà pháp luật không cấm. Pháp luật là thước đo của tự do. Cũng như và John Locke, Montesquieu cho rằng, thể chế chính trị tự do là thể chế mà trong đó, quyền lực tối cao được phân thành 3 quyền: lập pháp, hành pháp và tư pháp.
- Lập pháp: biểu hiện ý chí chung của quốc gia. Nó thuộc về toàn thể nhân dân, được trao cho hội nghị đại biểu nhân dân - Quốc hội. Lập và sửa Hiến pháp, Luật pháp.
- Hành pháp: là việc thực hiện luật pháp đã được thiết lập.
- Tư pháp: là để trừng trị tội phạm và giải quyết sự xung đột giữa các cá nhân. Các thẩm phán được lựa chọn từ dân và xử án chỉ tuân theo pháp luật.

Tư tưởng phân quyền của Montesquieu là đối thủ đáng sợ của chủ nghĩa chuyên chế phong kiến và có thể khẳng định ông là người đã phát triển và hoàn thiện thuyết: "tam quyền phân lập". Học thuyết về sự phân chia quyền lực gắn liền với lý luận về pháp luật tự nhiên đã đóng vai trò quyết định trong lịch sử đấu tranh, theo Marx và những môn đồ của ông thì cuộc đấu tranh này do giai cấp tư sản lãnh đạo, chống lại sự độc đoán, chuyên quyền của nhà vua
Cùng với sự hình thành chế độ tư bản, nguyên tắc "phân chia quyền lực" đã trở thành một trong những nguyên tắc chính của chủ nghĩa lập hiến, lần đầu tiên được thể hiện trong các đạo luật mang tính hiến định của cuộc Cách mạng Pháp và sau đó thể hiện đầy đủ trong Hiến pháp Hoa Kỳ 1787. Học thuyết pháp luật - chính trị (thuyết "phân quyền") với quyền lực nhà nước được hiểu không phải là một thể thống nhất, mà là sự phân chia thành 3 quyền: quyền lập pháp, hành pháp và tư pháp, các quyền này được thực hiện độc lập với nhau, kiểm soát lẫn nhau, kiềm chế lẫn nhau. Trên thực tế, việc phân chia quyền lực trong bộ máy nhà nước được áp dụng khác nhau trong hệ thống các nước cộng hoà tổng thống, theo nguyên tắc "kiềm chế và đối trọng", tức là các quyền kiểm tra và giám sát lẫn nhau, tạo ra sự cân bằng giữa các quyền.

## Các quan điểm
Trước khi chế độ dân chủ hiện đại xuất hiện, mọi quyền lực nhà nước đều tập trung vào trong tay một cá nhân, hay một đảng chính trị duy nhất. Chính đây là căn nguyên cho mọi hành vi độc tài, chuyên chế của các công việc nhà nước. Vì vậy, muốn chống chế độ độc tài này, một lý thuyết về nhà nước được nhiều nhà tư tưởng phát triển là thuyết phân chia quyền lực.
Cội nguồn của tư tưởng phân quyền đã có từ thời cổ đại ở Phương Tây mà điển hình là nhà nước cộng hòa La Mã. Nhà nước Cộng hoà La Mã có các quan chức (đứng đầu là hai quan chấp chính) được bầu hàng năm bởi nhân dân, Viện Nguyên lão quản lý pháp luật, nghị định được ban hành bởi Hội nghị nhân dân, ban hành nghị quyết về những vấn đề quan trọng và cùng với các quan chấp chính giải quyết công việc đối ngoại, và các Hội nghị gồm toàn thể các công dân, với những quyền hạn và nhiệm vụ khác nhau. Các quan chức xử lý công việc chính phủ, đặc biệt các quan chấp chính và pháp quan còn có quyền chỉ huy quân đội. Viện Nguyên lão bao gồm 300 thành viên, và là cơ quan có nhiều quyền thế nhất trong lịch sử của Cộng hòa La Mã. Các Hội nghị công dân thông qua luật và bầu ra các quan chức chính phủ. Hiến pháp của La Mã luôn luôn là một khái niệm cơ bản của kiểm tra và cân bằng.
Cách tổ chức nhà nước phân quyền sơ khai trong thời cổ đại được phát triển thành học thuyết ở Tây Âu vào thế kỷ 17 – 18, gắn liền với hai nhà tư tưởng lớn là John Locke và C.L. Montesquieu và sau đó là Rousseau.

### John Locke
John Locke (1632 - 1704), một nhà triết học người Anh, ông là người đầu tiên khởi thảo ra thành hệ thống lý luận hoàn chỉnh về học thuyết phân quyền, và được thể hiện trong tác phẩm "Khảo luận thứ hai về Chính quyền". Về quyền lực nhà nước, ông cho rằng "chỉ có thể có một quyền lực tối cao, là cơ quan lập pháp, mà tất cả các quyền lực còn lại là, và phải là, những cái phụ thuộc vào nó". Theo đó, có thể thấy Locke đồng nhất quyền lực nhà nước với quyền lập pháp.
Ông chia quyền lực nhà nước thành các phần: lập pháp, hành pháp và liên minh. Theo đó, quyền lập pháp là quyền lực cao nhất trong nhà nước, và phải thuộc về nghị viện; nghị viện phải họp định kỳ thông qua các đạo luật, nhưng không thể can thiệp vào việc thực hiện chúng. Quyền hành pháp phải thuộc về nhà vua. Nhà vua lãnh đạo việc thi hành pháp luật, bổ nhiệm các chức vị, chánh án và các quan chức khác. Hoạt động của nhà vua phụ thuộc vào pháp luật và vua không có đặc quyền nhất định nào với nghị viện nhằm không cho phép vua thâu tóm toàn bộ quyền lực về tay mình và xâm phạm vào các quyền tự nhiên của công dân. Nhà vua thực hiện quyền liên minh, tức là giải quyết các vấn đề chiến tranh, hòa bình và đối ngoại.

### C.L. Montesquieu
Những luận điểm phân quyền của J. Locke đã được nhà khai sáng người Pháp, C.L. Montesquieu (1689 – 1775) phát triển. Montesquieu đã phát triển một cách toàn diện học thuyết phân quyền, và sau này khi nhắc tới thuyết phân quyền người ta nghĩ ngay đến tên tuổi của ông.
Montesquieu kịch liệt lên án chế độ quân chủ chuyên chế ở Pháp lúc bấy giờ. Chế độ quân chủ chuyên chế là một tổ chức quyền lực tồi tệ, phi lý, vì: nhà nước tồn tại vốn biểu hiện của ý chí chung, nhưng trong chế độ chuyên chế nó lại biểu hiện ý chí đặc thù; chế độ chuyên chế với bản chất vô pháp luật và nhu cầu pháp luật. Montesquieu nhận thấy pháp luật gồm nhiều lĩnh vực, phân ngành rõ rệt, cho nên tập trung vào một người duy nhất là trái với bản chất của nó; gắn với bản chất chế độ chuyên chế là tình trạng lạm quyền. Vì vậy việc thanh toán hiện tượng lạm quyền chỉ có thể là đồng thời, là sự thanh toán chế độ chuyên chế. Theo Montesquieu, một khi quyền lực tập trung vào một mối, kể cả một người hay một tổ chức, thì nguy cơ chuyên chế vẫn còn.	
Trong tác phẩm "Tinh thần pháp luật", Montesquieu đã lập luận tinh tế và chặt chẽ tính tất yếu của việc tách bạch các nhánh quyền lực và khẳng định: "Trong bất cứ quốc gia nào đều có ba thứ quyền: quyền lập pháp, quyền thi hành những điều hợp với quốc tế công pháp và quyền thi hành những điều trong luật dân sự." Ta có thể nhận ra sự tiến bộ trong tư tưởng phân quyền của Montesquieu so với tư tưởng của Locke, khi tách quyền lực xét xử - quyền tư pháp ra độc lập với các thứ quyền khác.
Từ đó, Montesquieu chủ trương phân quyền để chống lại chế độ chuyên chế, thanh toán nạn lạm quyền, để chính quyền không thể gây hại cho người bị trị và đảm bảo quyền tự do cho nhân dân. Montesquieu đã viết: "Khi mà quyền lập pháp và hành pháp nhập lại trong tay một người hay một Viện Nguyên Lão, thì sẽ không có gì là tự do nữa, vì người ta sợ rằng chính ông ta hoặc viện ấy chỉ đặt ra những luật độc tài để thi hành một cách độc tài. Cũng không có gì là tự do nếu như quyền tư pháp không tách rời quyền lập pháp và hành pháp. Nếu quyền tư pháp được nhập với quyền lập pháp, thì người ta sẽ độc đoán với quyền sống, quyền tự do của công dân; quan tòa sẽ là người đặt ra luật. Nếu quyền tư pháp nhập lại với quyền hành pháp thì quan tòa sẽ có cả sức mạnh của kẻ đàn áp. Nếu một người hay một tổ chức của quan chức, hoặc của quý tộc, hoặc của dân chúng, nắm luôn cả ba thứ quyền lực nói trên thì tất cả sẽ mất hết."
Tóm lại, theo Montesquieu, cách thức tổ chức nhà nước của một quốc gia là: "Cơ quan lập pháp trong chính thể ấy gồm có hai phần, phần này ràng buộc phần kia do năng quyền ngăn cản hỗ tương. Cả hai phần sẽ bị quyền hành pháp ràng buộc và quyền hành pháp sẽ bị quyền lập pháp ràng buộc."
Tư tưởng của Montesquieu tuy vẫn mang tính bảo thủ phong kiến, đòi hỏi đặc quyền cho tầng lớp quý tộc. Nhưng nó vẫn là nền móng cho tư tưởng phân chia quyền lực sau này, có ảnh hưởng sâu sắc đến những quan niệm sau này về tổ chức nhà nước cũng như thực tiễn tổ chức của các nhà nước tư bản. Ví dụ như đa số Hiến pháp của các nhà nước tư bản hiện nay đều khẳng định nguyên tắc phân quyền như một nguyên tắc cơ bản của việc tổ chức quyền lực nhà nước. Như điều 10 Hiến pháp liên bang Nga quy định: "Quyền lực nhà nước ở Liên bang Nga được thực hiện dựa trên cơ sở của sự phân quyền thành các nhánh lập pháp, hành pháp và tư pháp. Các cơ quan của các quyền lập pháp, hành pháp, tư pháp phải độc lập." Điều 1 của Hiến pháp Ba Lan cũng trực tiếp khẳng định việc tổ chức bộ máy nhà nước theo nguyên tắc phân chia quyền lực thành ba quyền: lập pháp, hành pháp, tư pháp.

### Rousseau
Tiếp nối Montesquieu, J.J. Rousseau, với tác phẩm "Bàn về khế ước xã hội", đã đưa ra những quan điểm rất mới mẻ và tiến bộ về sự phân chia quyền lực trong tổ chức và hoạt động của bộ máy nhà nước.
Rousseau (1712 – 1778) chủ trương nêu cao tinh thần tập quyền, tất cả quyền lực nhà nước nằm trong tay cơ quan quyền lực tối cao tức toàn thể công dân trong xã hội. Nhưng ông lại chỉ ra rằng phân chia quyền lực nhà nước thành quyền lập pháp và quyền hành pháp, giao chúng vào tay cơ quan quyền lực tối cao và chính phủ là cách thức hợp lý duy nhất để đảm bảo sự hoạt động có hiệu quả cho nhà nước, cũng như ngăn chặn được xu hướng lạm quyền. Ngoài ra ông còn nêu lên vai trò quan trọng của cơ quan tư pháp trong việc đảm bảo cho sự hoạt động ổn định của nhà nước, cũng như cho sự cân bằng giữa các vế cơ quan quyền lực tối cao, chính phủ và nhân dân. Nhưng cách phân quyền của Rousseau không giống với Locke và Montesquieu, bởi ông luôn khẳng định một điều duy nhất rằng: "những bộ phận quyền hành được chia tách ra đều phụ thuộc vào quyền lực tối cao" và "mỗi bộ phận chỉ thực hiện ý chí tối cao đó" mà thôi.

## Nội dung cơ bản
Nội dung cốt lõi của học thuyết này cho rằng, quyền lực nhà nước luôn có xu hướng tự mở rộng, tự tăng cường vai trò của mình. Bất cứ ở đâu có quyền lực là xuất hiện xu thế lạm quyền và chuyên quyền, cho dù quyền lực ấy thuộc về ai. Do vậy, để đảm bảo các quyền tự do cơ bản của công dân, ngăn ngừa các hành vi lạm quyền của các chủ thể nắm giữ quyền lực nhà nước thì phải thiết lập pháp chế nhằm giới hạn quyền lực nhà nước. Cách tốt nhất để chống lạm quyền là giới hạn quyền lực bằng các công cụ pháp lý và cách thực hiện không phải là tập trung quyền lực, mà là phân chia nó ra.
Muốn hạn chế quyền lực nhà nước thì trước hết phải phân quyền, và sau đó phải làm cho các nhánh quyền lực đã được phân chỉ được phép hoạt động trong phạm vi quy định của pháp luật. Sau này, trong một bức thư gửi cho một người cùng thời, ông Samuel Kercheval, Thomas Jefferson – tổng thống thứ ba của Hoa Kỳ, đã chỉ rõ thêm của sự phân quyền không đơn thuần chỉ diễn ra ở một chiều ngang, mà còn cần thiết ở cả chiều dọc, và ở bất cứ lĩnh vực nào của nhà nước.
"Sự phân quyền" mà Jefferson đã mô tả như sau:
- Phân bổ quyền lực chính quyền giữa các nhánh riêng rẽ của chính quyền.
- Sự phân chia các quyền lực đó theo một cách thức sao cho chức năng của một nhánh chính quyền trong một vấn đề cụ thể thì bị giới hạn bởi chức năng của một nhánh khác có thẩm quyền về cùng vấn đề ấy hoặc về một vấn đề khác có liên quan. Thường được gọi là: "các biện pháp kiểm soát và đối trọng quyền lực lẫn nhau", hay gọn hơn là "kiểm soát và đối trọng" – "checks and balances." Về cốt lõi, đây là một hệ thống nằm ngay bên trong chính quyền nhằm đảm bảo tính trách nhiệm của chính quyền, được gọi là kiểm tra, giám sát bên trong. Vì sự kiểm tra này tạo ra một cơ chế mặc nhiên ai nắm và được phân công sử dụng quyền lực nhà nước cũng phải bị kiểm tra, theo nguyên tắc phòng ngừa, còn cơ chế kiểm tra được tiến hành từ bên ngoài hầu như chỉ được tiến hành một khi đã có hậu quả xảy ra.
- Khía cạnh thứ ba của sự phân bổ này là sự phân chia quyền lực của chính quyền theo ngành, dọc theo cách thức sao cho mỗi một nhiệm vụ của chính quyền được giao cho đơn vị nào nhỏ nhất, cơ sở nhất trong chính quyền mà có thể đảm trách được nhiệm vụ đó.

### Phân quyền ngang
Đây là cách thức phân quyền cổ điển mà mầm mống là của J. Locke, C.L. Montesquieu và J. Rousseau. Nội dung cơ bản của phân quyền ngang cũng ít thay đổi trong thời đại hiện nay:
- Quyền lực nhà nước được phân chia thành các nhánh khác nhau, do các cơ quan khác nhau nắm giữ để không một cá nhân hay tổ chức nào nắm được trọn vẹn quyền lực nhà nước. Điển hình như là: ở Mỹ, nghị viện nắm quyền lập pháp, chính phủ tổng thống nắm quyền hành pháp, còn tòa án nắm quyền tư pháp.
- Hoạt động của các cơ quan quyền lực công có sự chuyên môn hóa, mỗi cơ quan chỉ hoạt động nhằm thực hiện chức năng riêng của mình, không làm ảnh hưởng tới hoạt động của các cơ quan khác.
- Quyền lực giữa các cơ quan quyền lực cân bằng, không có loại quyền lực nào vượt trội hơn. Các cơ quan quyền lực giám sát, kiềm chế đối trọng và chế ước lẫn nhau, để không có một cơ quan nào có khả năng lạm quyền.

Ở nhiều nhà nước hiện nay, tư tưởng phân quyền ngang có một số thay đổi, mà chủ yếu là số nhánh quyền lực được phân chia ra từ quyền lực nhà nước. Ở một số nước Nam Mỹ, quyền lực nhà nước nhiều khi được chia thành 4, 5, 6,... bộ phận. Ví dụ: Nicaragoa có thêm quyền kiểm tra do Tổng thanh tra thực hiện; Argentina phân làm 6 quyền.
Có ba mức độ biểu hiện của cách thức phân quyền ngang trong bộ máy nhà nước hiện nay:
1. Phân quyền cứng rắn được áp dụng trong chính thể cộng hòa tổng thống, đặc điểm là chính phủ phải chịu trách nhiệm trước nhân dân như: Hoa Kỳ, Philippines,...
2. Phân quyền mềm dẻo được áp dụng trong chính thể đại nghị, chính phủ phải chịu trách nhiệm trước quốc hội, như: Anh, Nhật,...
3. Phân quyền trong chính thể cộng hòa hỗn hợp, chính phủ vừa phải chịu trách nhiệm trước nhân dân vừa phải chịu trách nhiệm trước quốc hội, như ở các nước Pháp, Nga,...

### Phân quyền dọc
Để hạn chế quyền lực nhà nước thì quyền lực nhà nước không chỉ phân chia theo chiều ngang thành các ngành lập pháp, hành pháp và tư pháp mà còn phải tiếp tục phân chia ở chiều dọc giữa trung ương và địa phương. Chính ở sự phân quyền này mà quyền lực nhà nước trung ương bị hạn chế. Đến lượt mình, quyền lực của cơ quan địa phương – chính phủ địa phương lại bị phân chia thành lập pháp địa phương và hành pháp địa phương.

#### Nội dung chủ yếu của tư tưởng phân quyền dọc
- Tồn tại hệ thống các cơ quan quyền lực nhà nước do dân bầu ở các cấp địa phương, song song với bộ máy nhà nước trung ương.
- Có sự phân công nhiệm vụ, trách nhiệm và quyền hạn cụ thể giữa chính quyền trung ương và chính quyền địa phương trong những lĩnh vực cụ thể; mà chủ yếu là chính quyền trung ương sẽ giải quyết các vấn đề công, vì lợi ích của cả cộng đồng xã hội, như vấn đề: chủ quyền lãnh thổ, dịch vụ công,...; còn chính quyền địa phương sẽ phụ trách các vấn đề phát triển kinh tế - xã hội, giáo dục, văn hóa ở địa phương, ngoài ra còn có thể chủ động tiến hành hợp tác, giao lưu với các địa phương khác hoặc các tổ chức quốc tế trong quyền hạn của mình.

Tổ chức và hoạt động của các cấp chính quyền trong nhiệm vụ và quyền hạn của mình là tương đối độc lập với nhau. Chính quyền trung ương không có quyền điều hành, chỉ đạo chính quyền địa phương, mà chỉ có thể xây dựng chủ trương chính sách, tạo dựng khuôn khổ pháp lý, và kiểm tra, giám sát hoạt động của các chính quyền cấp dưới, mọi phạm vi của chính quyền địa phương sẽ do Tòa án Hành chính xét xử độc lập.

### Phân quyền dọc được thực hiện theo hai phương pháp

#### Phân quyền theo lãnh thổ
là cách phân quyền của chính quyền trung ương cho chính quyền địa phương theo địa giới hành chính – lãnh thổ. Việc tổ chức quản lý những vùng lãnh thổ này cần thiết phải tính đến nguyện vọng và ý chí của cộng đồng dân cư. Vì vậy, tham gia vào cơ chế vận hành bộ máy chính quyền địa phương, ngoài các cơ quan quản lý còn có cả các cơ quan do dân cư hợp thành trực tiếp hoặc gián tiếp bầu ra. Việc tổ chức cơ quan ở đây mang nhiều tính chất tự quản. Các đơn vị hành chính không có quyền độc lập chính trị. Để tổ chức thực hiện những vấn đề về phát triển địa phương, các đơn vị hành chính theo quy định của pháp luật có quyền thành lập các hội đồng tự quản địa phương, chịu sự kiểm tra của đại diện cơ quan quyền lực nhà nước cấp trên. Cơ cấu tự trị yêu cầu chính quyền địa phương phải có một cơ quan ra nghị quyết và một cơ quan thi hành các nghị quyết đó, giống như mô hình Nghị viện và Chính phủ.

#### Phân quyền theo chuyên môn
Là cách phân quyền giữa các bộ chuyên môn với chính quyền địa phương. Ví dụ: ở New Zealand, chính phủ không quản lý bất kỳ bệnh viện công nào, tất cả bệnh viện được giao về cho các bang. Các quan chức cao cấp Chính phủ khi bị bệnh cũng phải đến các bệnh viện ở bang.
Tùy theo tiêu chí các cấp chính quyền địa phương, thì có thể chia các cấp địa phương thành 4 cấp như Đức, Cameroon, Sénégal, ... ; 3 cấp như Italia, Ấn Độ ,... ; 2 cấp như Đan Mạch, Nhật Bản, ... ; thậm chí 5 cấp như Pháp. Thường cơ quan địa phương được tổ chức thành 3 cấp. Ví dụ như ở Việt Nam là trung ương – tỉnh – huyện – xã.
Nguyên tắc phân quyền dọc còn được thể hiện trong mối liên hệ giữa nhà nước liên bang và các bang. Việc tổ chức nhà nước của các nước liên bang trước hết phải có sự phân biệt thẩm quyền giữa liên bang và các bang. Các bang của nhà nước liên bang không có chủ quyền về mặt đối nội và đối ngoại. Hiến pháp liên bang nghiêm cấm các bang ký kết hợp tác với nước ngoài về những vấn đề chính trị. Trong việc tổ chức nhà nước liên bang vấn đề rất quan trọng là phân chia quyền lực giữa liên bang với các bang, phân chia theo chiều dọc. Việc phân chia quyền lực nhà nước theo chiều dọc giữa liên bang và các bang có 3 hình thức:
1. Những thẩm quyền đặc biệt chỉ có ở liên bang.
2. Những thẩm quyền đặc biệt của các bang.
3. Những thẩm quyền chung của liên bang và các bang.

Nhằm hạn chế quyền lực nhà nước các bang, hiến pháp liên bang thường liệt kê nhiệm vụ, quyền hạn của thành viên. Ngoài những nhiệm vụ, quyền hạn được liệt kê thì bang không được giải quyết. Hoặc ngược lại, nhà nước liên bang vẫn tôn trọng chủ quyền của các thành viên hợp thành thì lại có xu hướng liệt kê các quyền hạn hữu hạn cho liên bang.

## Áp dụng vào thực tế

### Hoa Kỳ
Ở Hoa Kỳ, Quốc hội, hiến pháp Hoa Kỳ quy định tất cả các quyền lập pháp đều thuộc về quốc hội bao gồm thượng viện và hạ viện. Việc thiết lập 2 viện với cơ chế kiềm chế nhau giữa chúng sẽ làm giảm bớt ưu thế của cơ quan lập pháp để nó cân bằng với bộ máy hành pháp. Từ năm 1913, 2 viện đều được cử tri bầu ra, thẩm quyền lập pháp của 2 viện gần như ngang nhau, cả hai đều có thể nêu sáng kiến lập pháp, 1 đạo luật chỉ được coi là thông qua nếu có đủ số phiếu thuận của cả hai viện, và sau khi được thông qua các dự luật ấy đều được trình lên tổng thống. Nếu tổng thống ký phê chuẩn thì dự luật sẽ trở thành luật còn nếu không phê chuẩn thì sẽ gửi trả lại viện đã khởi xướng để xem lại, nếu được thông qua, dự luật sẽ được chuyển sang viện kia xem xét. Cả trong lĩnh vực quốc phòng cũng có sự phân quyền giữa lập pháp và hành pháp. Quốc hội có quyền tuyên bố chiến tranh và phân bổ ngân sách cho quốc phòng. Tổng thống là tổng tư lệnh các lực lượng vũ trang và chịu trách nhiệm cao nhất về quốc phòng của đất nước trong lĩnh vực tư pháp, thượng viện có quyền xét xử các vụ án nhân viên chính quyền lạm dụng công quyền. Nếu tổng thống bị xét xử thì chánh án tòa án tối cao sẽ chủ tọa, các vụ án ấy phải do hạ viện khởi tố và khi xét xử thượng viện chỉ có quyền cách chức hoặc truất quyền đảm nhận mọi chức vụ trong chính quyền của bị cáo rồi trao trả bị cáo cho 1 tòa án thường của ngành tư pháp. Tóm lại thẩm quyền của Quốc hội Mỹ được quy định theo hướng bảo đảm cho nó vừa độc lập vừa có toàn quyền khi thực hiện các chức năng của mình. Vừa đủ khả năng kiềm chế đối trọng với tổng thống.
Tổng thống cũng đảm nhiệm 1 chức năng tuyệt đối là có quyền hành pháp, tổng thống vừa đứng đầu nhà nước vừa đứng đầu bộ máy hành pháp, vừa thực hiện chức năng của nguyên thủ quốc gia, vừa thực hiện chức năng của thủ tướng chính phủ, lại gần như độc lập với Quốc hội. Nên có quyền hành rất lớn, và thực sự là trung tâm quyền lực của bộ máy nhà nước. Nhiệm kỳ 4 năm và không ai có thể hơn 2 lần giữ cương vị tổng thống. Các bộ trưởng chỉ là người giúp việc cho Tổng thống, thực hiện các chính sách của Tổng thống, và không được mâu thuẫn với đường lối chính sách của Tổng thống. Đối với việc tổ chức và hoạt động của Quốc hội, Tổng thống có quyền ủy nhiệm người thay vào các ghế thượng nghị sĩ bị khuyết trong thời gian thượng viện không họp. Trong lĩnh vực tư pháp, Tổng thống là tổng tư lệnh lục quân và hải quân có quyền phong cấp cho các lực lượng vũ trang, tuyên bố tình trạng khẩn cấp ngoài ra có thể thấy Tổng thống Mỹ thực hiện mọi nhiệm vụ quyền hành một cách độc lập, Tổng thống và chính phủ không chịu trách nhiệm trước Quốc hội. Cũng độc lập với các thành viên khác của chính phủ nhờ quyền hoàn toàn quyết định các chính sách của chính phủ không cần qua nội các. Hoàn toàn nắm quyền điều hành và quản lý mọi lĩnh vực của đất nước.
Chủ thể của quyền tư pháp là tòa án tối cao và các tòa án cấp dưới, hệ thống tòa án Mỹ được pháp luật trao cho những quyền năng hoàn toàn độc lập để giữ thế "kiềng 3 chân" trong việc thực hiện quyền lực nhà nước. Độc lập với hành pháp và lập pháp, hơn thế còn độc lập với cả dân chúng. Vì nó không được nhân dân bầu không phải chịu trách nhiệm gì trước nhân dân. Thẩm phán được hình thành bằng con đường bổ nhiệm và sau khi được bổ nhiệm, thẩm phán sẽ giữ chức vụ suốt đời nếu vẫn giữ đức hạnh xứng đáng. Ngoài sự phân quyền theo chiều ngang, ở Mỹ còn thể hiện rõ sự phân quyền theo chiều dọc, giữa liên bang và tiểu bang, giữa Trung ương và địa phương trong 3 lĩnh vực hành lập tư pháp.
Tuy nhiên, mô hình nói trên chỉ là thuyết, còn trong thực tế thì không thể có sự phân định rạch ròi giữa ba nhánh quyền lực này, chúng rất phức tạp và có tính chồng chéo lên nhau. Kết quả là trong lịch sử nước Mỹ, có những giai đoạn mà quyền lực của chính phủ và Tổng thống chi phối, lấn át hai nhánh tòa án và quốc hội
- Đôi khi các tổng thống dùng đến các hoạt động ngoài pháp chế và bất hợp pháp, phớt lờ ngành tòa án, đặc biệt là trong thời chiến. Tổng thống Abraham Lincoln đã đình chỉ luật bảo hộ giam giữ (habeas corpus) trong thời Nội chiến Hoa Kỳ;[3] Woodrow Wilson tống giam những phần tử tình nghi là ủng hộ chủ nghĩa cộng sản mà không đưa ra xét xử trong vụ bố ráp Palmer;[3] và Franklin Roosevelt giam cầm trên một trăm ngàn người Mỹ gốc Nhật trong thời Chiến tranh thế giới thứ hai.[3] Franklin D. Roosevelt sử dụng những nhà điều tra liên bang để nghiên cứu hồ sơ tài chính và thuế của những nhà chính trị đối lập.[4] Trong một nỗ lực nhằm ngăn ngừa khủng bố, George W. Bush cho phép nghe lén trên hệ thống điện thoại mà không cần lệnh từ tòa án.
- Một số người chỉ trích tố cáo rằng các tổng thống Mỹ đã lấn chiếm nhiều quyền lực quan trọng thuộc lập pháp và ngân sách mà thông thường phải thuộc về Quốc hội Hoa Kỳ. Tổng thống kiểm soát một số lượng lớn các cơ quan liên bang đặc trách việc tạo ra những quy định luật lệ nhưng chỉ có ít sự theo dõi của quốc hội. Một người chỉ trích khác tố cáo rằng Tổng thống Mỹ có thể bổ nhiệm một "đội quân gồm nhiều 'sa hoàng' ảo – những người này hoàn toàn không có trách nhiệm gì với Quốc hội nhưng được giao phó nhiệm vụ dẫn đầu những nỗ lực về chính sách lớn của tổng thống".[5] Các tổng thống đã bị chỉ trích vì thực hiện những tuyên bố bằng văn thư để giải thích họ hiểu một đạo luật ra sao hay có kế hoạch gì để thực thi đạo luật này (signing statements) khi ký các đạo luật quốc hội. Những người chỉ trích nói răng hành động này là ngược lại tinh thần của Hiến pháp Hoa Kỳ.[6] Hành vi này bị Hội Luật sư Mỹ chỉ trích là bất hợp hiến.[7] Một người chỉ trích là George F. Will nhận thấy "một ngành hành pháp càng ngày càng phình to ra" và "sự lu mờ của Quốc hội". Ông cho rằng diễn biến này đã và đang tiếp tục kéo dài "hàng thập niên qua"[8] và ông cũng đã chỉ trích "sự lu mờ" của Quốc hội.
- Ngành hành pháp đôi khi đã lấn quyền tuyên chiến, vốn đã được Hiến pháp Hoa Kỳ giao phó cho Quốc hội.[9][10][11] Nhiều tổng thống Mỹ đã tự ra lệnh tuyên chiến và phớt lờ Quốc hội, trong đó có sự việc Tổng thống Theodore Roosevelt đưa quân vào Panama năm 1903, Chiến tranh Triều Tiên, Chiến tranh Việt Nam,[11] các cuộc chiến với Grenada[12] và Panama (1990).[13] Dù không có sự tuyên chiến chính thức từ Quốc hội, tổng thống Mỹ đã chấp thuận tiến hành Chiến tranh Iraq lần thứ nhất vào năm 1991[14][15] và Chiến tranh Iraq lần thứ 2 năm 2003[16][17] Năm 1993, một người chỉ trích viết rằng "Quyền tuyên chiến của Quốc hội đã trở thành điều khoản bị xem thường rõ ràng nhất trong Hiến pháp Hoa Kỳ."[18]

### Pháp
Ở Pháp, lập pháp thuộc về nghị viện, hành pháp thuộc về tổng thống và chính phủ, còn quyền tư pháp thuộc về hệ thống tòa án. Nghị viện có 2 chức năng cơ bản là lập pháp và giám sát hoạt động của chính phủ. Quan hệ giữa lập pháp và hành pháp mật thiết hơn so với chính thể cộng hòa tổng thống. Cùng với tổng thống và chính phủ, hội đồng bảo hiến trở thành thế lực thứ 3 hạn chế quyền lực của nghị viện. Hội đồng Bảo hiến có chức năng đảm bảo tính hợp pháp của việc bầu cử nghị sĩ 2 viện khi có sự khiếu nại, vai trò kiềm chế lập pháp của Hội đồng Bảo hiến phần nào giống với vai trò của tòa án tối cao ở Mỹ và tòa án Hiến pháp ở Đức. Quyền hành pháp do chính phủ mà thực chất là tổng thống nắm. Vị trí của Tổng thống hiện tại là mô hình kết hợp giữa vị trí của Tổng thống Mỹ và Tổng thống Đức. Tổng thống có quyền hoạch định chính sách quốc gia, chủ tọa đồng bộ trưởng để thông qua chính sách này, có quyền ân xá, bổ nhiệm thủ tướng, các đại sứ, các chức vụ dân sự. Quyền tư pháp do hệ thống tòa án nắm, ở Pháp có 2 hệ thống tòa án, tòa án thường và tòa án hành chính, cùng với đó còn có các tòa án đặc biệt như tòa án thương mại, lao động, bảo hiểm xã hội, kiểm soát hoạt động cơ quan tư pháp là hội đồng thẩm phán tối cao do tổng thống là chủ tọa. Bộ trưởng bộ tư pháp là phó chủ tịch.

### Việt Nam
Khoản 3 Điều 2 Hiến pháp Việt Nam năm 2013 quy định: "Quyền lực nhà nước là thống nhất, có sự phân công, phối hợp, kiểm soát giữa các cơ quan nhà nước trong việc thực hiện các quyền lập pháp, tư pháp, hành pháp.". Tổng bí thư Đảng Cộng sản Việt Nam Nguyễn Phú Trọng khẳng định "Nhà nước ta không có tam quyền phân lập", nhấn mạnh Quốc hội là cơ quan quyền lực nhà nước cao nhất, các cơ quan nhà nước khác do quốc hội lập ra, phải báo cáo cho Quốc hội và bị Quốc hội giám sát.
Việt Nam tổ chức quyền lực nhà nước theo nguyên tắc quyền lực thống nhất, không "phân lập", nhưng có sự "phân công" giữa các cơ quan nhà nước trong đó Quốc hội là cơ quan quyền lực nhà nước cao nhất, được phân công thực hiện quyền lập pháp; Chính phủ thực hiện quyền hành pháp; tòa án nhân dân cùng với viện kiểm sát nhân dân được phân công thực hiện quyền tư pháp. Mục tiêu là phân định rõ chức năng, nhiệm vụ của mỗi loại hình cơ quan nhà nước, tránh sự trùng lặp, chồng chéo, mâu thuẫn giữa các cơ quan, bảo đảm sự vận hành nhịp nhàng, đồng bộ của cả bộ máy nhà nước trong quá trình thực thi quyền lực nhà nước thống nhất. Giữa các cơ quan Nhà nước có sự giám sát, theo đó Chính phủ chịu trách nhiệm và báo cáo trước Quốc hội về những hoạt động của mình; Quốc hội chất vấn và ra những nghị quyết về công tác của Chính phủ; Quốc hội có thể tín nhiệm hay không tín nhiệm Chính phủ hoặc cá nhân bộ trưởng. 
Quốc hội khóa XIV năm 2017 có hơn 96% số đại biểu là đảng viên Đảng Cộng sản Việt Nam và Quốc hội nằm toàn quyền dưới sự kiểm soát của đảng này do không có đảng phái chính trị đối lập.

### Trung Hoa Dân Quốc
Nhà cách mạng Dân chủ Trung Quốc Tôn Dật Tiên thêm vào ngoài Lập pháp, Tư pháp và Hành pháp 2 bộ phận kiểm soát quyền lực để mà kiểm soát chính quyền. Năm quyền lực này được thể hiện tại Trung Hoa Dân Quốc ở Đài Loan Loan thông qua các cơ quan: Lập pháp viện, Hành chính viện, Tư pháp viện, Giám sát viện và Khảo thí viện.